# Efecto de Fåhræus

En los tubos capilares, los eritrocitos están más concentrados hacia el centro del vaso, dejando una importante capa libre de glóbulos rojos cerca de las paredes del vaso. El efecto Fahraeus se produce porque la velocidad media de los glóbulos rojos es mayor que la velocidad media del plasma.

El efecto Fåhræus (  /fɑ:ˈreɪ.əs/ ) es la disminución de la concentración media de glóbulos rojos en  la sangre humana a medida que disminuye el diámetro del tubo de vidrio en el que fluye. En otras palabras, en los  vasos sanguíneos con diámetros menores a 500 micrómetros, el hematocrito disminuye a medida que disminuye el diámetro capilar. El efecto Fåhræus influye definitivamente en el efecto Fåhræus-Lindqvist, que describe la dependencia de la viscosidad aparente de la sangre con respecto al tamaño de los capilares, pero el primero no es la única causa del segundo. 

## Historia
Robin Fåhræus fue patólogo en la Universidad de Uppsala en Suecia, y su interés en la estabilidad de la suspensión de la sangre y más tarde en la hemorreología estuvo motivado por el deseo de comprender los efectos clínicos de las anomalías en el comportamiento de agregación y flujo de los elementos formados. El objetivo era determinar si la sangre obedecía la ley de Poiseuille ( ecuación de Hagen-Poiseuille ). Fue Hess quien demostró en 1915 que la sangre obedece la ley de Poiseuille con alto flujo y bajo cizallamiento. 
Los efectos no newtonianos se debieron a la deformación elástica de los glóbulos rojos. Fahraeus entró en escena en 1917 a través de su observación de que la velocidad de sedimentación de los glóbulos rojos aumenta durante el embarazo. Utilizó el concepto de capa leucocítica como punto de partida de su trabajo sobre la sedimentación de glóbulos rojos y el problema más general de la estabilidad de la suspensión de la sangre. 
También señaló que el fibrinógeno era la principal proteína implicada en la agregación de glóbulos rojos que conduce a la formación de rollos regulares y que el proceso era bastante distinto de la coagulación sanguínea. Aplicó los principios coloidales para describir la estabilidad de la suspensión y, más relevante para la psicología circulatoria moderna, fue el estudio de la agregación de la sangre fluyente y la relación entre la distribución de las células sanguíneas, su velocidad y su viscosidad aparente . 
Concluyó los siguientes resultados: 
- En caudales elevados en tubos de diámetro (< 0,3 mm) la concentración de glóbulos rojos es menor que en el tubo de alimentación grande, debido a que los glóbulos rojos se distribuyen en el núcleo axial y su velocidad media es, por lo tanto, mayor que la velocidad media de la sangre. Existe una relación inversa entre el hematocrito del tubo y la velocidad media de la sangre.
- La viscosidad en tubos más pequeños de < 0,3 mm es menor que el de un tubo grande y disminuye al disminuir el diámetro.
- La migración de células sanguíneas desde la pared del tubo hasta el eje depende del tamaño de las partículas y no de su densidad.
- A velocidades de flujo bajas, los glóbulos rojos se agregan en rollos y estas, al ser las partículas más grandes de la suspensión, migran al eje formando un núcleo que desplaza a los glóbulos blancos hacia la periferia. Por lo tanto, la concentración de glóbulos blancos será mayor que la del tubo de alimentación y su velocidad media será menor que la de los glóbulos rojos y el plasma. [cita requerida]

## Modelo matemático
Considerando  un flujo sanguíneo laminar constante y completamente desarrollado en un tubo pequeño con un radio de {\displaystyle r_{0}} La sangre completa se separa en una capa de plasma libre de células a lo largo de la pared del tubo y un núcleo central enriquecido. Como resultado, el hematocrito del tubo {\displaystyle H_{t}} es más pequeño que el hematocrito de salida {\displaystyle H_{0}}. Sutera et al. (1970) mostraron un tratamiento matemático simple del efecto Fåhræus.  Este parece ser el análisis más antiguo:
{\displaystyle {\frac {H_{t}}{H_{0}}}={\frac {1}{2-(1-({\frac {\delta }{r_{0}}}))^{2}}}}
dónde:
{\displaystyle H_{t}} Es el hematocrito del tubo.
{\displaystyle H_{0}} Es el hematocrito de salida.
{\displaystyle \delta } es el espesor de la capa de plasma libre de células
{\displaystyle r_{0}} es el radio del tubo.
Además, la siguiente expresión para representar el hematocrito del tubo, {\displaystyle H_{t}}, como una función del hematocrito de descarga, {\displaystyle H_{d}}, y el diámetro del tubo.
{\displaystyle {\frac {H_{t}}{H_{d}}}=H_{d}+(1-H_{d})(1+1.7exp(-0.415D)-0.6exp(-0.011D))}
donde:
{\displaystyle H_{t}} Es el hematocrito del tubo
{\displaystyle H_{d}} Es el hematocrito de descarga
{\displaystyle D} es el diámetro del tubo en μm